# Dolls (álbum)
"Dolls" é o 1º álbum de estúdio da dupla brasileira Dolls formada em 2002. A dupla consiste nas irmãs Jessy-K & Grazy e foram descobertas em 2002 pelo cantor Latino e logo depois pelo DJ Cuca. O CD auto-intitulado foi produzido pelo DJ Cuca e traz músicas dançantes e baladas românticas, além das participações de Latino e DJ Cuca.

## Singles
- Infernizar Você foi o 1º burburinho da dupla e começou a tocar nas rádios cariocas em 2008.

- Quando lançaram a segunda música de trabalho, Chicletinho, as irmãs foram surpreendidas com a inclusão no seriado da Globo, Malhação.

- Algo Mais, uma balada, foi lançada em Julho como 3º single do álbum. Há também uma versão pouco conhecida com o cantor Tiaguinho, vocalista da banda Exaltasamba.

- O álbum teve um 4º single oficial. A canção Ping Pong foi lançada em Setembro de 2010 em versão "Night Mix" para tentar fazer sucesso nos horários nuturnos das rádios.[3][4]

### Outros singles
- Já a canção "Sou Maluca" já foi incluida na novela da Record Bela, a Feia como tema da personagem de Bárbara Borges.[5]
- O Mesmo Cara foi eleito pelos fãs da dupla Dolls, através de sua comunidade oficial no orkut, como single e foi divulgado no mundo virtual, vindo a tocar em algumas rádios até mesmo em outros países como Guiana Francesa.

## Faixas
1. Infernizar Você
2. Chicletinho
3. Ping-Pong
4. 007
5. Algo Mais
6. 2 em 1
7. Não Para
8. Sexy
9. É Assim
10. Sou Maluca
11. Agora é a Minha Vez
12. Saca Só
13. O Mesmo Cara